# Salomona ponapensis
Salomona ponapensis är en insektsart som beskrevs av Joyce Winifred Vickery och D.K.M. Kevan 1999. Salomona ponapensis ingår i släktet Salomona och familjen vårtbitare. Inga underarter finns listade i Catalogue of Life.